# Moselle (AOC)
Pour les articles homonymes, voir Vin de Moselle et Moselle.
Le moselle, ou vin de Moselle, est un vin français d'appellation d'origine contrôlée, dans le vignoble de Lorraine, qui comprend également l'AOC côte-de-toul, l'IGP côtes-de-meuse et l'IGP lorraine. C'est le vignoble d'AOC le plus septentrional de France.
Auparavant une appellation d'origine VDQS par l’INAO était en vigueur sous le nom « moselle ». La dénomination antérieure « vins de Moselle », qui avait vu le jour après la Seconde Guerre mondiale avec l'arrêté du 9 août 1951, avait été remplacée par « moselle » le 13 avril 1995. Un classement en AOC à la suite de l'ouverture d’une procédure a abouti favorablement le 16 novembre 2010. L’appellation d’origine contrôlée moselle entre en vigueur avec le décret du 14 novembre 2011 abrogeant l'arrêté de 1951.
Il s’agit de vins tranquilles blancs, rouges ou rosés, qualifiés couramment de « secs ». Les cépages majoritairement utilisés sont l’auxerrois (cépage originaire de cette région) et le pinot noir. Six autres cépages sont autorisés par le cahier des charges.
Dans les années récentes, le vin blanc représente approximativement 60 % de la production, le vin rouge 32 % et le vin rosé 8 %.
À noter que sur la même aire sont aussi produits du vin de table et du vin mousseux, pour un volume équivalent .

## Histoire

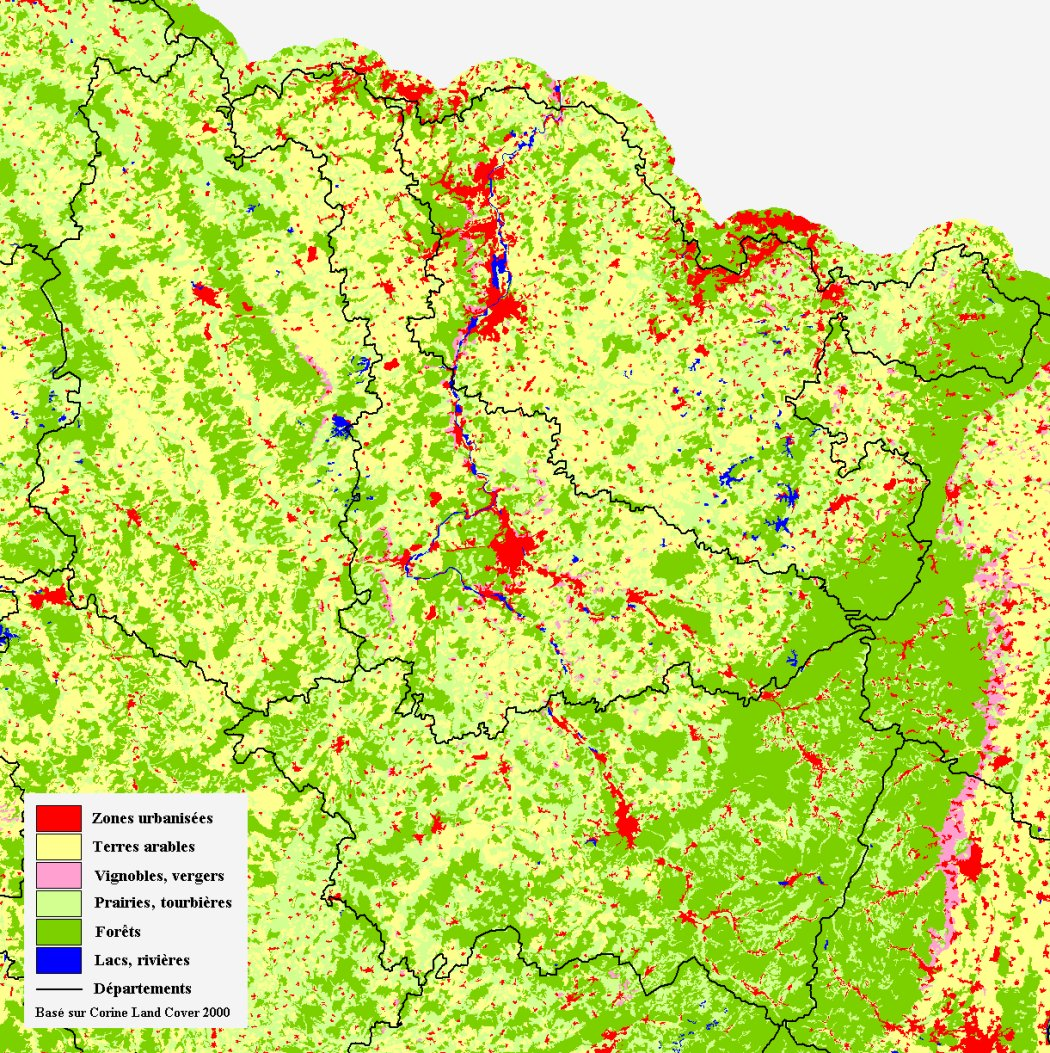
Présence du vignoble lorrain sur la carte d’occupation des sols.

### Période antique
C'est la cité de Trèves, située cent treize kilomètres plus au nord sur la rivière de la Moselle, choisie au IIIe siècle comme capitale de l’Empire romain d'Occident, qui joua un rôle moteur dans l’expansion de la vigne dans le pays messin (Divodurum).
Au IVe siècle, le poète latin Ausone chante la beauté des coteaux mosellans couverts de vignes : 

« Quand l’azur du fleuve répète les ombrages de la colline, l’eau paraît avoir des feuilles, la rivière semble plantée de vignes. »

### Période médiévale et moderne

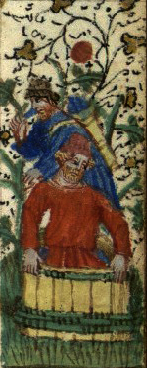
Travaux des mois ; octobre : vendange et pressurage du raisin. Détail d'enluminure du XVe siècle, les Heures de Toul, atelier messin.

La culture de la vigne nécessitant une importante main d’œuvre, elle s'est implantée à la périphérie de zones urbaines. Ce fut le cas à Metz, où la toponymie en conserve la trace. Le vin utile au culte est symbole de cohésion sociale et de pouvoir ; aussi les évêques de Metz, Toul et Verdun étaient les premiers viticulteurs.
Les communautés religieuses comme l'abbaye que fonda à Gorze l'évêque de Metz Chrodegang, en 749 ou l'abbaye Saint-Vincent fondée à Metz au Xe siècle propagèrent la culture et le savoir-faire de la vigne dans la région. Les familles nobles, telles les comtes de Vaudémont et les ducs de Lorraine furent également de grands propriétaires viticoles qui participèrent à étendre la réputation des vins de Lorraine par-delà les frontières.
Aux environs de Metz, parmi les vignobles en grand nombre, ceux de Lorry, de Longeville, de Lessy, d’Ancy et d’Augny étaient les plus réputés. Il y avait à Ars un canton appelé de Varennes, qui fournissait un vin excellent qui avait été jugé « digne de la table du roi »[réf. nécessaire].

### Période contemporaine

#### XIXesiècle
En 1833, la vigne occupait en Lorraine 34 000 hectares. Avec l’annexion de l’Alsace-Lorraine en 1871, le vignoble mosellan devient la « Champagne allemande ». En 1894, à Metz et ses alentours, 57 600 hectolitres sortent des « champagneraies » (domaines spécialisés dans les vins effervescents) 6 000 hectares sont exploités pour une production d'environ 400 000 hectolitres.
Depuis la fin du XIXe siècle, un échange commercial et technique avait lieu entre le vignoble champenois et le vignoble de Moselle. Les Champenois venaient en Lorraine acheter du vin sous pressoir qu'ils transformaient en Champagne, jusqu'à la création de l'appellation « champagne » en 1910. Un échange technique a néanmoins pu se poursuivre grâce à la présence, en Lorraine, de grands domaines produisant un vin mousseux dont l'Allemagne était friand.
Le phylloxéra fait son apparition en 1866 dans la région de Metz, puis atteint progressivement les autres régions lorraines qui subissent à leur tour ce fléau. En 1902, les autorités allemandes créent la station d’expérimentation viticole de Laquenexy afin de tenter de résoudre les problèmes de phylloxera.

#### XXesiècle
L’essor de l’industrie et la Première Guerre mondiale provoquent une pénurie de main-d’œuvre. Jusqu'à la fin de la guerre, la Moselle fait partie de l’Empire allemand qui ne protégeait guère les vins tranquilles, au profit des vins mousseux. Le vignoble de Rombas périclite en 1916. À la fin de la guerre en 1919, les vins locaux se retrouvent bien incapables de rivaliser avec les autres vins français, notamment les vignobles méridionaux pour lesquels le chemin de fer ouvre de nouveaux débouchés. En 1924, les Allemands concluent un traité préférentiel avec l’Espagne pour l’achat des vins, privant la région de son principal client. La perte du marché allemand ne sera jamais compensée par le marché français.
Les vignerons introduisent alors[Quand ?] de nouveaux cépages, en provenance des régions voisines : müller-thurgau du Jura suisse, gamay et pinot noir de Bourgogne. L’auxerrois, issu d’une recherche locale au centre de Laquenexy, est une création du docteur Werner, contrairement à ce que laisse croire son nom,. Un lent travail d’acclimatation, de nouvelles techniques de vinification, permirent, au fil du temps, de reconstituer le vignoble, puis de retrouver progressivement un niveau de qualité reconnu par l’obtention d’une appellation d’origine délimitée vin de qualité supérieure au sortir de la Seconde Guerre mondiale.
L’arrêté du 10 novembre 1946 classe les vins de Moselle en VDQS dans le cadre de la réglementation des prix. Le statut d’appellation d'origine vin de qualité supérieure (AOVDQS) est créé le 9 août 1951. Mais le nombre de vignerons continue de décroître, malgré l'action continue du centre viticole de Laquenexy qui a créé des cépages depuis 1904, et continuera de fournir des pieds de vignes aux producteurs locaux jusqu'en 1992.
Les experts lui redonnant une partie de son aura d’antan, les meilleures sélections des producteurs luxembourgeois apparaissent dans les guides. Une partie de cette production provient en fait de la région de Sierck, en Moselle.
En 1986, bien que le département compte une surface de 900 hectares délimités en zone VDQS « Vin de Moselle », seuls une dizaine d'hectares sont alors en mesure de produire du vin de Moselle VDQS. La mobilisation des viticulteurs mosellans organisés en un Syndicat des viticulteurs de la Moselle va se conjuguer à l’action d'une commission départementale d’encouragement à la production viticole qui est créée dans un objectif de diversification agricole et de valorisation de l’image touristique du département. Des essais sur les cépages, les porte-greffes et les modes de conduite de la vigne sont ainsi menés par le centre viticole de Laquenexy en collaboration avec les viticulteurs, l'INRA de Colmar, le Centre technique interprofessionnel de la vigne et du vin (ITV) et l'INAO, sur une parcelle acquise à Scy-Chazelles par le Conseil général.
Depuis cette renaissance des vins de Moselle, le vignoble est en extension, malgré l'imbroglio cadastral que soulève la remise en exploitation des anciennes parcelles en lanière souvent à l’état de friche.

#### XXIesiècle
Le 16 novembre 2010, l’Institut national de l'origine et de la qualité (INAO) a validé la demande en cours et ainsi accordé la nouvelle appellation d’origine contrôlée « moselle ».

### Étymologie
L'appellation s'appuie sur la rivière de la Moselle qui donne son nom au département homonyme français.

## Vignoble

### Présentation

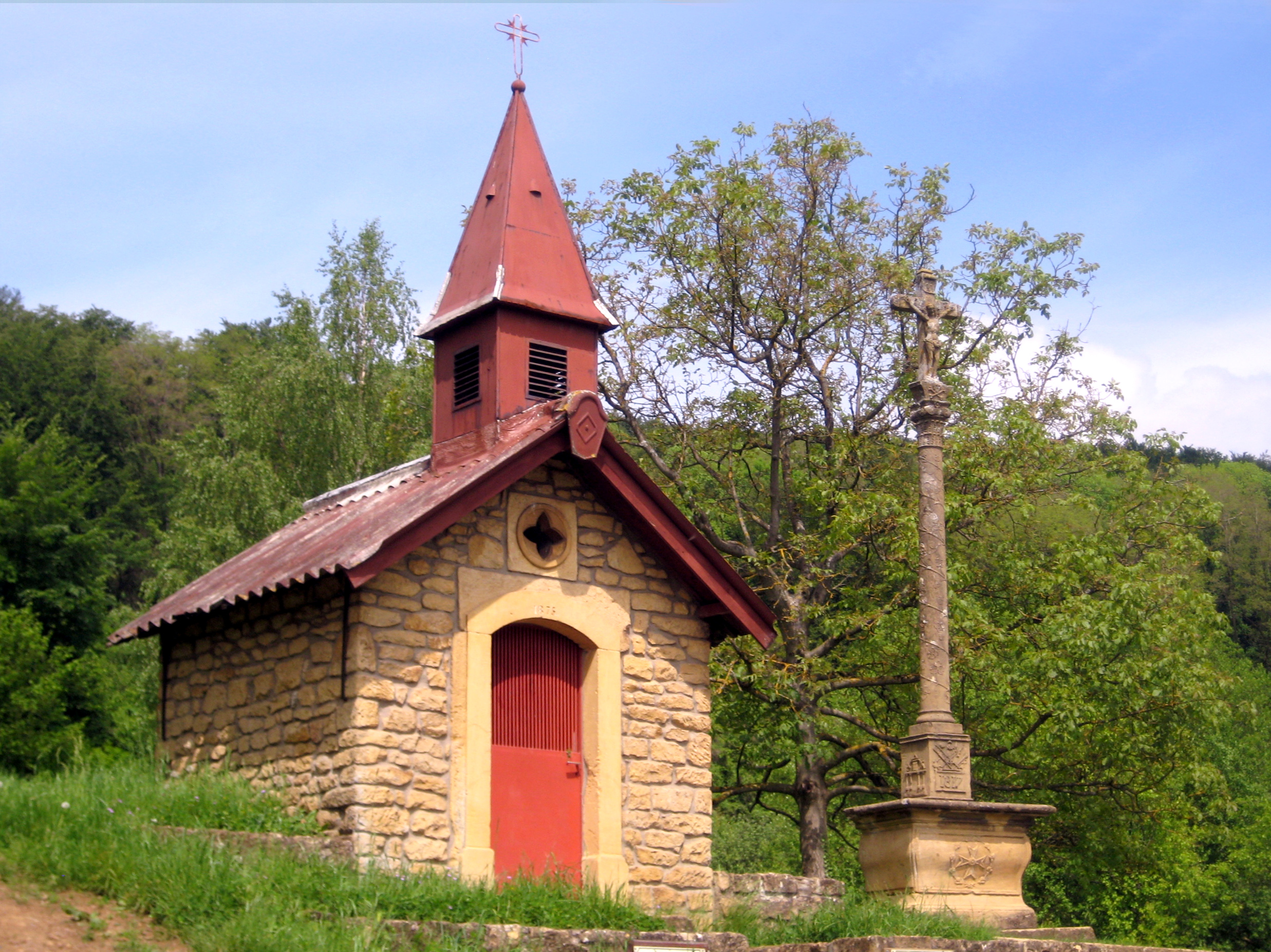
La chapelle des Vignes (1875) et la croix de Mission, dans le vignoble de Marange.

Depuis le classement en AOC, le vignoble s’étend sur dix-neuf communes, soit les dix-huit communes du département de la Moselle suivantes: Ancy-sur-Moselle, Ars-sur-Moselle, Contz-les-Bains, Dornot, Féy, Haute-Kontz, Jussy, Lessy, Lorry-Mardigny, Marange-Silvange, Marieulles, Novéant-sur-Moselle, Plappeville, Rozérieulles, Scy-Chazelles, Sierck-les-Bains, Vaux, Vic-sur-Seille, auxquelles s’est adjointe Arnaville, commune limitrophe en Meurthe-et-Moselle.  
Les communes de l'appellation sont regroupées autour de trois ilots principaux :
- le val de Seille, couvrant la commune de Vic-sur-Seille ;
- le pays de Sierck (pays des Trois Frontières), couvrant les communes de Contz-les-Bains, Haute-Kontz et Sierck-les-Bains ;
- et le pays messin, couvrant les quinze autres communes de l'AOC.

### Orographie
La vigne mosellane occupe les pentes les mieux exposées (sud et sud-est) profitant des conditions optimales d’ensoleillement. L’altitude dépasse rarement 250 mètres. 
La structure géologique des terrains mosellans fait se succéder des affleurements orientés nord-sud, produisant un paysage rythmé de côtes. On voit se répéter plusieurs fois trois éléments topographiques d’ouest en est : la plaine, la côte, le plateau, (relief de cuesta). Ces séquences sont très favorables aux vignes qui jouissent d’un ensoleillement matinal optimal. La pente amplifie l’insolation du fait d'une incidence des rayons du soleil plus propice à une maturation optimale. 

### Géologie
Le vignoble de Moselle est principalement installé sur le plateau liasique et triasique, à la bordure orientale du bassin parisien. Les sols du vignoble sont généralement argilo-calcaires, plus ou moins caillouteux. 
Dans le détail, la géologie est différente dans les trois îlots :
Val de Seille
Le coteau principal repose sur un substrat du Keuper supérieur de Marsal composé de marnolites et de marnes irisées supérieures. Une petite partie du haut de la côte repose sur le Rhétien (Lias inférieur) composé de marnes roses et de grès interstratifié. Le bas de la côte se rattache au Keuper moyen de Marsal avec dolomies, marnes et grès.  La présence d’éboulis calcaires du Sinémurien et Hettangien (Lias inférieur) présente des marnes et calcaires à gryphées.  Aussi les terrains sont-ils lourds, argileux et calcaires, mais leur forte pente supprime tout risque d'hydromorphie.
Pays messin
Le versant à l'est de la Moselle où domine le Bajocien inférieur abrite les communes de Lorry-Mardigny, Marieulles, Vezon et Féy. Les coteaux plantés de vigne sont orientés à l'est, au sud-est et au sud. Le substrat est essentiellement constitué de Lias.
Les coteaux à l'ouest de la Moselle sont surmontés d'un substrat du Dogger datant du Bajocien supérieur et inférieur et, en allant vers l’ouest, du Bathonien.
Les vignes sont situées sur la pente est des coteaux. Elles reposent essentiellement sur le replat du Toarcien au bas de la falaise de l’Aalénien. La structure du sol se manifeste par des terrasses pierreuses et des sols plus argileux vers le bas. Ces sols sont en fait constitués d’un mélange d’argiles et d’éboulis calcaires qui en font un milieu très favorable pour la vigne. La proportion d’argiles augmente vers le bas de la pente.
Sur la commune de Lessy, le vignoble est plutôt assis sur un substrat de l’Aalenien, ce qui donne des sols argilo-calcaires. Du fait de l’existence du vallon, l’aire tourne son exposition davantage vers le sud-ouest,.
Val de Sierck
Au nord de la Moselle, à la frontière franco-luxembourgeoise, le vignoble est situé sur la rive gauche de la Moselle, sur les communes de Haute-Kontz, Contz-les-Bains et Sierck-les-Bains. Dans ce secteur, les couches sont plus anciennes du fait de l’inflexion de la Moselle vers l’est. Les substrats du Trias et du Lias composent le sous-sol. Les sols appartiennent généralement à la catégorie des sols hydromorphes alluviaux. Leur texture est fine sur les alluvions récentes et plus grossière sur les alluvions anciennes. Le substrat est toujours constitué par des grèves.

### Climatologie
Le climat se caractérise par la combinaison d’influences continentales et océaniques, occasionnant des contrastes thermiques accusés entre été et hiver, la vallée de la Moselle bénéficiant de températures légèrement plus douces. La station météorologique de Metz-Frescaty (l'ancienne BA 128, à 192 mètres d'altitude : 49° 04′ 10″ N, 6° 07′ 31″ E) est représentative, mais les hivers sont un peu plus froids vers l'aval.
| Mois                              | jan. | fév. | mars  | avril | mai   | juin  | jui.  | août  | sep.  | oct. | nov. | déc. | année   |
| --------------------------------- | ---- | ---- | ----- | ----- | ----- | ----- | ----- | ----- | ----- | ---- | ---- | ---- | ------- |
| Température minimale moyenne (°C) | −1,1 | −0,5 | 1,7   | 4,3   | 8     | 11,2  | 12,9  | 12,7  | 9,9   | 6,5  | 2,4  | −0,1 | 5,7     |
| Température moyenne (°C)          | 1,5  | 2,8  | 5,8   | 9,1   | 13,2  | 16,4  | 18,4  | 18    | 15    | 10,6 | 5,3  | 2,4  | 9,9     |
| Température maximale moyenne (°C) | 4    | 6,2  | 9,9   | 13,9  | 18,3  | 21,6  | 23,8  | 23,4  | 20,2  | 14,7 | 8,3  | 4,9  | 14,1    |
| Nombre de jours avec gel          | 16,5 | 14,4 | 10,6  | 3,6   | 0,3   | 0     | 0     | 0     | 0     | 1,8  | 9    | 15,2 | 71,4    |
| Ensoleillement (h)                | 43,2 | 81,1 | 122,4 | 163,1 | 202,4 | 213,1 | 238,5 | 209,1 | 162,6 | 104  | 55,6 | 43   | 1 638,1 |
| Précipitations (mm)               | 63,5 | 57,7 | 63,1  | 53,5  | 68,9  | 72    | 61,5  | 62,5  | 59,7  | 63,5 | 66,6 | 73   | 765,5   |

| Ville             | Ensoleillement | Pluie     | Neige   | Orage   | Brouillard |
| ----------------- | -------------- | --------- | ------- | ------- | ---------- |
| Paris             | 1 797 h/an     | 642 mm/an | 15 j/an | 19 j/an | 13 j/an    |
| Strasbourg        | 1 637 h/an     | 610 mm/an | 30 j/an | 29 j/an | 65 j/an    |
| Metz              | 1 638 h/an     | 765 mm/an | 31 j/an | 26 j/an | 54 j/an    |
| Moyenne nationale | 1 973 h/an     | 770 mm/an | 14 j/an | 22 j/an | 40 j/an    |

| Mois                              | jan. | fév. | mars  | avril | mai   | juin  | jui.  | août  | sep.  | oct. | nov. | déc. | année   |
| --------------------------------- | ---- | ---- | ----- | ----- | ----- | ----- | ----- | ----- | ----- | ---- | ---- | ---- | ------- |
| Température minimale moyenne (°C) | 0    | 0,1  | 2,4   | 4,9   | 9     | 12,3  | 14,4  | 14    | 10,4  | 7,2  | 3,6  | 1    | 6,6     |
| Température moyenne (°C)          | 2,7  | 3,6  | 7     | 10,5  | 14,5  | 17,9  | 20,1  | 19,7  | 15,7  | 11,3 | 6,5  | 3,5  | 11,1    |
| Température maximale moyenne (°C) | 5,4  | 7,1  | 11,6  | 16    | 20    | 23,6  | 25,8  | 25,5  | 20,9  | 15,4 | 9,4  | 6    | 15,6    |
| Nombre de jours avec gel          | 15,4 | 14   | 9,3   | 2,9   | 0,1   | 0     | 0     | 0     | 0     | 1,5  | 5,6  | 12,1 | 60,9    |
| Ensoleillement (h)                | 51,9 | 76,5 | 130,7 | 178,2 | 206,2 | 213,7 | 221,1 | 213,4 | 160,7 | 99,5 | 47,3 | 40,4 | 1 639,6 |
| Précipitations (mm)               | 61,9 | 56   | 51,1  | 45,1  | 56,9  | 56,1  | 59,8  | 59,3  | 61,5  | 64,8 | 64,5 | 76,5 | 713,5   |

### Encépagement
Conformément au cahier des charges des vins d’appellation moselle du 26 septembre 2019 : 
- les vins blancs sont issus des cépages auxerrois B, müller-thurgau B, et pinot gris G comme cépages principaux et du gewurztraminer Rs, du pinot blanc B et du riesling B comme cépages accessoires. Les cépages principaux doivent représenter au moins 70 % de l’encépagement et la proportion du gewurztraminer Rs doit être inférieure ou égale à 10 % ;
- les vins rosés sont issus du pinot noir N comme cépage principal (qui doit représenter au moins 70 % de l'encépagement) et du gamay N comme cépage accessoire ;
- les vins rouges sont issus du seul cépage pinot noir N.

### Méthodes culturales et réglementaires
Les vignes sont taillées, soit en taille courte (cordon de Royat double ou unilatéral), soit en taille Guyot simple ou Guyot double.

### Rendements
Le cahier des charges fixe le rendement maximal à 68 hectolitres par hectare pour les vins blancs, 60 hl/ha pour les vins rosés et 55 hl/ha pour les vins rouges. Les rendements butoirs respectifs sont de 73 hl/ha, 66 hl/ha et 60 hl/ha.
Les données des années récentes sont les suivantes :
- pour les vins blancs :

| Année | Superficie (ha) | Production (hl) | Rendement (hl/ha) |
| ----- | --------------- | --------------- | ----------------- |
| 2019  | 26              | 1 013           | 39                |
| 2020  | 27              | 1 088           | 41                |
| 2021  | 26              | 988             | 38                |
| 2022  | 29              | 1 462           | 50                |
| 2023  | 29              | 1 114           | 39                |
| 2024  | 38              | 1 391           | 36                |

- Pour les vins rosés :

| Année | Superficie (ha) | Production (hl) | Rendement (hl/ha) |
| ----- | --------------- | --------------- | ----------------- |
| 2019  | 21              | 769             | 36                |
| 2020  | 19              | 571             | 30                |
| 2021  | 16              | 442             | 28                |
| 2022  | 20              | 887             | 45                |
| 2023  | 19              | 552             | 29                |
| 2024  | 6,4             | 111             | 17                |

- Pour les vins rouges :

| Année | Superficie (ha) | Production (hl) | Rendement (hl/ha) |
| ----- | --------------- | --------------- | ----------------- |
| 2019  | 4               | 144             | 37                |
| 2020  | 4               | 140             | 35                |
| 2021  | 6               | 174             | 28                |
| 2022  | 4               | 201             | 48                |
| 2023  | 4               | 121             | 27                |
| 2024  | 22              | 537             | 24                |

## Vins
Les vins de l’appellation moselle, vins tranquilles, peuvent être des vins blancs ou rosés qui sont des vins secs présentés usuellement en cépage pur avec mention du cépage ou issus d’assemblages de cépages sous l’appellation moselle, ou des vins rouges qui sont généralement assez souples et peu tanniques, présentés également en cépage pur ou en assemblage.
Les rosés sont habituellement qualifiés de vin gris du fait de leur robe d’un rose pâle souvent saumoné. Elle est due à la méthode de fabrication.

## Économie

### Structure des exploitations
Les parcelles sont des surfaces peu étendues. Il y a 19 vignerons répartis sur les trois territoires (pays messin, pays des Trois Frontières et secteur de Vic-sur-Seille) qui commercialise leur production (liste non-exhaustive) :
- Domaine Buzea, à Ancy-Dornot ;
- Domaine de la Croix de Mission, à Marange-Silvange ;
- Domaine de la Joyeuse, à Ancy-Dornot ;
- Domaine des Coteaux de Dornot, à Ancy-Dornot ;
- Domaine des Hattes, à Marange-Silvange ;
- Domaine du Stromberg, à Malling ;
- Domaine Gauthier, à Vic-sur-Seille ;
- Domaine les Béliers, à Ancy-Dornot ;
- Domaine Maujard-Weinsberg, à Marange-Silvange ;
- Domaine Mur du Cloître, à Haute-Kontz ;
- Domaine Oury Schreiber, à Marieulles ;
- Domaine Sommy, à Féy ;
- Domaine Sontag, à Contz-les-Bains ;
- Domaine Château de Vaux, à Scy-Chazelles ;
- Domaine Vicus, à Vic-sur-Seille.

## Culture
- Jacques Brel évoque le vin de Moselle dans Jef en 1966[25] et  Pierre Perret, en 1979 dans la chanson Mon p’tit loup.
- Dans sa correspondance Wolfgang Amadeus Mozart écrit qu’il appréciait particulièrement le vin de Moselle[26],[27].
- Dans Ondine, de Jean Giraudoux, acte I scène 7, Auguste indique que le vin qu'il a servi au chevalier  est "un petit moselle bien loyal"[28].
- Dans la version originale de l'épisode de Columbo intitulé « Quand le vin est tiré », l'assassin reconnaît la grande connaissance de l'inspecteur en matière de vins, signalant l'excellent choix d'un « Mosel » pour accompagner les huîtres. La version française parle de Sylvaner, lequel est produit en Alsace.